# Verein Jordsand
Der Verein Jordsand zum Schutz der Seevögel und der Natur e. V. wurde 1907 als „Verein zur Begründung von Vogelfreistätten an den deutschen Küsten – Jordsand“ (Bezeichnung bis 1966) in Hamburg gegründet und ist damit eine der ältesten Naturschutzorganisationen in Deutschland. Seit 1982 befindet sich die Geschäftsstelle des Vereins im Haus der Natur (Gut Wulfsdorf) in Ahrensburg bei Hamburg. Die Kampagne Seevogel des Jahres hebt neue Gefährdungen hervor, die den Seevogelschutz heute definieren.

## Geschichte

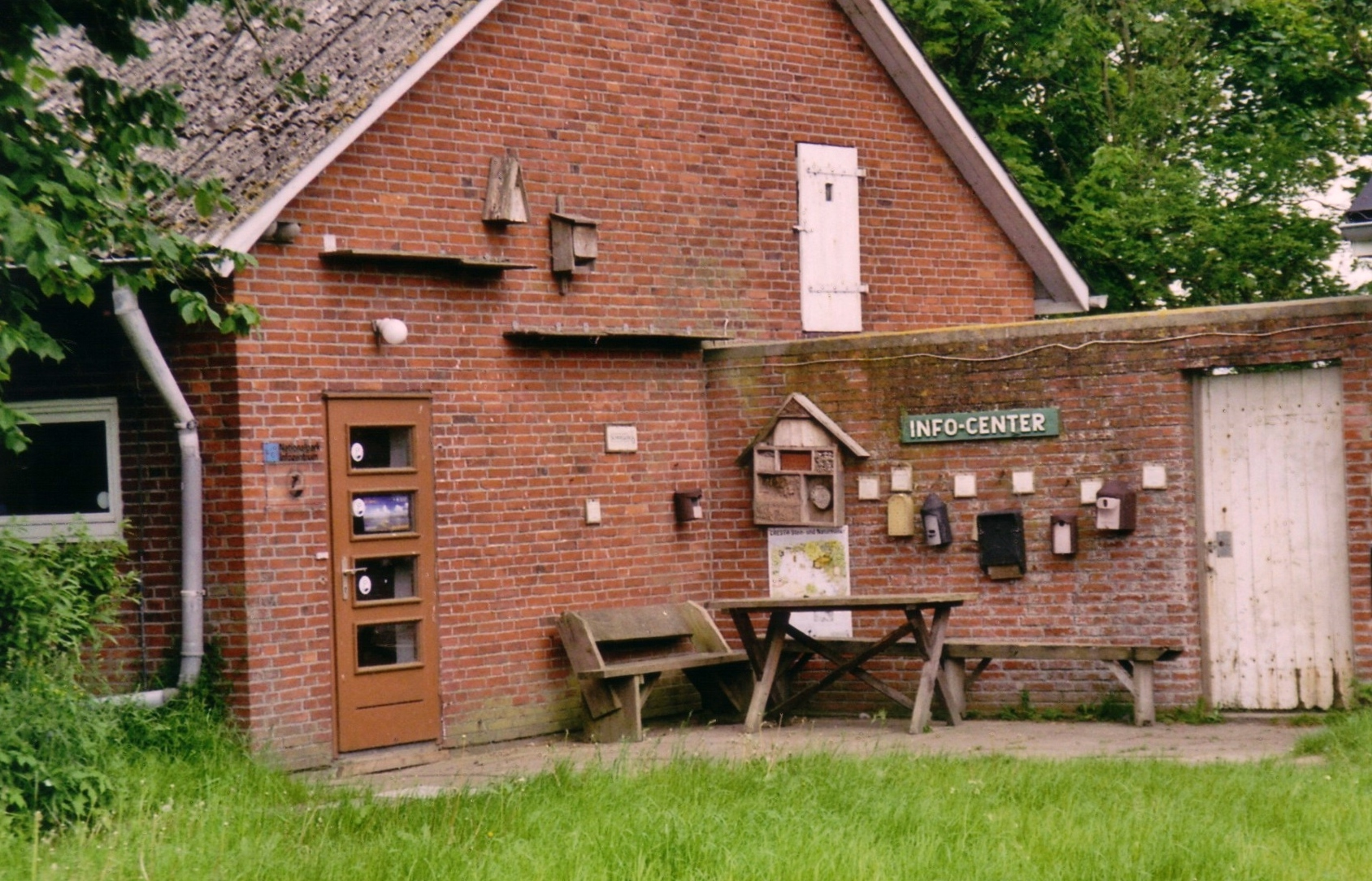
Das Infozentrum Schlüttsiel am Hauke-Haien-Koog existiert seit 1980.

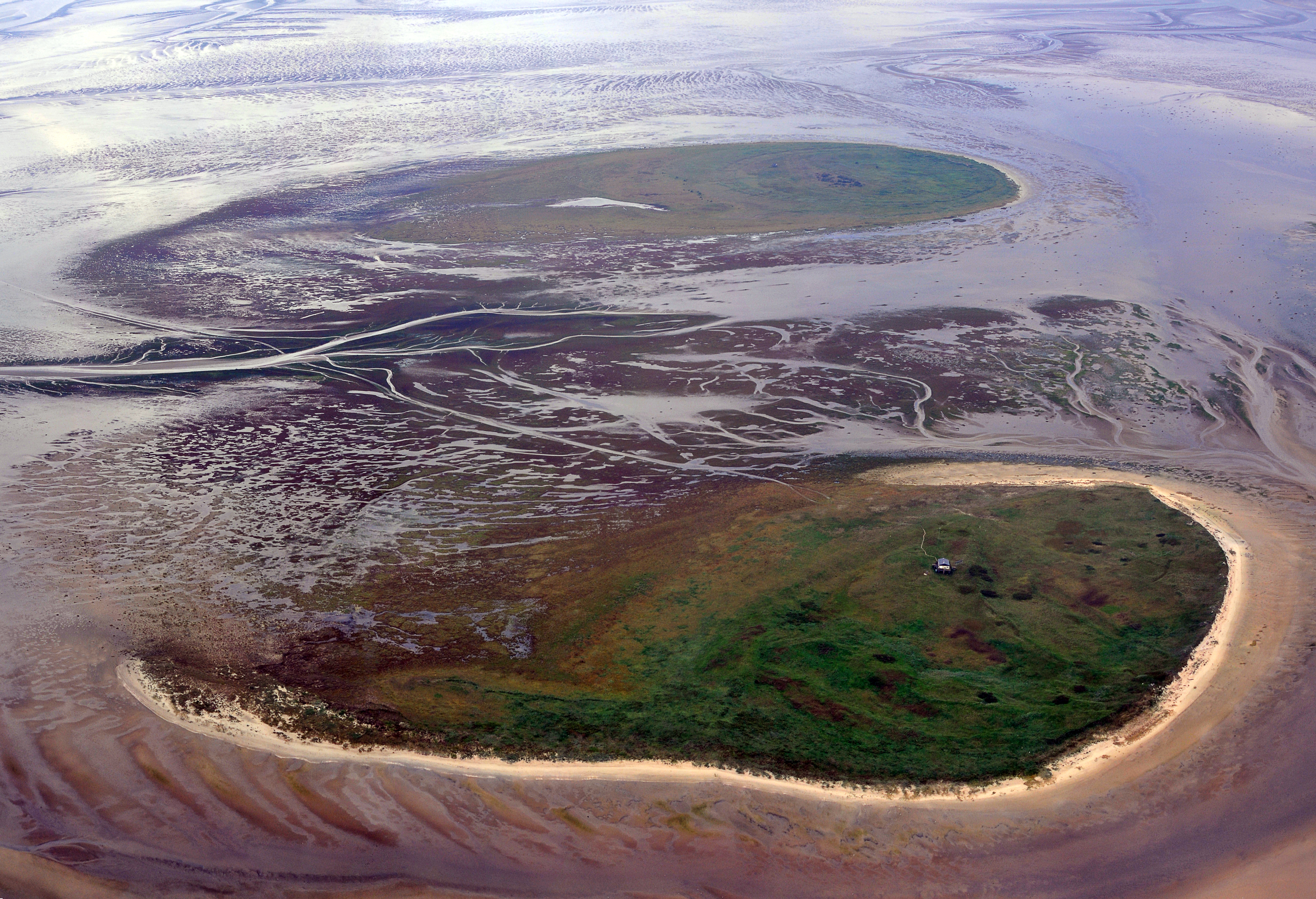
Die Vogelschutzinseln Scharhörn (vorn) und Nigehörn

Namensgeberin für den Verein war die damals deutsche Hallig Jordsand östlich vor List auf Sylt im Wattenmeer. Sie bildete das erste Vogelschutzgebiet des Vereins. Während die Hallig im 17. und 18. Jahrhundert noch mit zwei Höfen besiedelt war, wurde sie 1907 unter Naturschutz gestellt. Nach dem Ersten Weltkrieg gehörte die Hallig Jordsand ab 1920 zu Dänemark. Die Dänische Ornithologische Vereinigung setzte die Vogelbeobachtung fort. Aufgrund fortschreitender Erosion bildet Jordsand seit 2001 keine Hallig mehr, sondern nur noch einen Hochsand.
Im Jahr 1909 kaufte der Verein die Hallig Norderoog, die damit die erste und bislang einzige deutsche Hallig ist, die einem Vogelschutzverein gehört. Jens Wand wurde im gleichen Jahr Vogelwart auf der Hallig, die er bis zum Ersten Weltkrieg mehrmals und ab 1932 bis zu seinem Tod im Jahr 1950 fast durchgängig betreute. Er starb im Watt zwischen Hallig Hooge und Norderoog.
Im Laufe der Jahre war der Verein in vielen Schutzgebieten im Natur- und Landschaftsschutz aktiv, die er nur zum Teil selber betreute. Heute werden diese Gebiete, bei deren Unterschutzstellung der Verein häufig Pionierarbeit leistete, von anderen Naturschutzorganisationen betreut. Dazu zählen folgende Gebiete:
| Schutzgebiet                                               | Aktiv im Zeitraum       |
| ---------------------------------------------------------- | ----------------------- |
| Trischen                                                   | 1909–1910               |
| Der Bock und die Werderinseln in Mecklenburg-Vorpommern    | 1909–1910               |
| Der Ellenbogen                                             | 1910–1914               |
| Insel Langenwerder und die ehemaligen Poeler Schutzgebiete | 1910–1926, teilw. –1927 |
| Insel Messina bei Danzig                                   | 1913                    |
| Graswarder                                                 | 1919                    |
| Die Grüne Insel                                            | 1929–1939               |
| Grüner Brink auf Fehmarn                                   | 1938                    |
| Seevogelfreistätte Priwall                                 | 1963–1965               |
| Eidum-Vogelkoje (Sylt)                                     | 1968–2008               |
| Vogelschutzgebiet Hullen                                   | 1970–1976               |
| Hallig Süderoog                                            | 1971–1977               |

## Organisation
Dem Vorstand sitzt seit 2022 Veit Hennig vor. Er setzt sich aus gewählten Mitgliedern des Vereins zusammen. Als weitere Organe neben dem Vorstand existieren die Mitgliederversammlung und eine mehrköpfiger Beirat, der den Vorstand in wichtigen Vereinsangelegenheiten berät.
Zusätzlich bestehen die Jugendgruppe, Ortsgruppen, die Gruppe der Referenten der betreuten Schutzgebiete und der Ehrenrat, der repräsentative Aufgaben wahrnimmt.

### Vorsitzende
| 1907–1929 | Franz Dietrich |
| 1929–1933 | Reinhart Biernatzki                                                                                                |
| 1933–1935 | Franz Dietrich |
| 1935–1937 | Nicolaus Peters sen.                                                                                               |
| 1937–1938 | Herbert Zeidler |
| 1952–1962 | Wilhelm Meise |
| 1962–1972 | Klaus Stüven |
| 1972–1974 | Johann Henning (Notvorstand)                                                                                       |
| 1974–1976 | Joachim Münzing |
| 1976–1979 | Uwe Schneider |
| 1979–1990 | Gottfried Vauk |
| 1990–1999 | Nicolaus Peters jun.                                                                                               |
| 1999–2002 | Jörg Ganzhorn |
| 2002–2005 | Veit Hennig |
| 2005–2012 | Uwe Schneider |
| 2012–2017 | Eckart Schrey |
| 2017      | Reinhard Schmidt-Moser (Rücktritt im Mai) Erika Vauk-Hentzelt (geschäftsführende Vorsitzende, † 21. November 2017) |
| 2018      | Mathias W. Vaagt                                                                                                   |
| seit 2022 | Veit Hennig |

## Aufgaben
Der Verein betreut in erster Linie mehrere Seevogel- und Naturschutzgebiete. Insgesamt 20 Reservate (Stand: 2011) wurden auf wissenschaftlicher Grundlage eingerichtet und werden geschützt und ständig betreut. Unter anderem zählen dazu die Inseln Neuwerk, Nigehörn, Scharhörn, die Greifswalder Oie, Teile von Helgoland, Sylt und Amrum sowie die Halligen Südfall, Habel und Norderoog.
Insbesondere mit den beiden Nationalparks Hamburgisches Wattenmeer und Schleswig-Holsteinisches Wattenmeer besteht eine enge Zusammenarbeit.
Zum Erhalt der Hallig Norderoog führt der Verein in den Sommermonaten mehrere Workcamps für Jugendliche durch. Dabei wird vor Ort aktiv Uferschutz zur Erhaltung der Hallig betrieben. Die Jugendlichen leben für zwei Wochen in Gruppen von bis zu 20 Personen auf der Hallig. Während dieser Zeit müssen sie ohne fließendes warmes Wasser auskommen; die Ausstattung ihrer Unterkünfte beschränkt sich auf Zelte, Gaskocher und eine 12-Volt-Batterie für das Aufladen von Handy-Akkus. Jahr für Jahr werden von den Jugendlichen Lahnungen gebaut und repariert sowie Gräben gezogen, um die Halligkante vor der Erosion durch die Gezeiten zu schützen.
Des Weiteren betreibt der Verein Jordsand Öffentlichkeitsarbeit, Umweltbildung sowie internationale Jugendarbeit. Insbesondere im Haus der Natur in Wulfsdorf bei Ahrensburg nahe Hamburg hat der Verein ein Zentrum für Umweltbildung eingerichtet. Hier stehen zahlreiche Angebote für Schulklassen vor allem aus Hamburg sowie für andere Gruppen und Einzelpersonen bereit. Im Jahr 2005 konnte der Verein das Haus von der Stadt Hamburg erwerben und sichert dessen Erhaltung überwiegend durch Spenden. Presseorgan des Vereins ist unter anderem die Zeitschrift Seevögel.

## Schutzgebiete des Verein Jordsand
| Schutzgebiet            | Lage                             | Betreuung seit | Beschreibung | Schutzmaßnahmen |
| ----------------------- | -------------------------------- | -------------- | --- | --- |
| Rantumbecken            | Sylt                             | 1957           | 1937 als Landeplatz für Wasserflugzeuge angelegtes Becken, Vorkommen des Säbelschnäblers. | Schutzaufgaben: Kontrolle und Öffentlichkeitsarbeit. |
| Amrumer Odde            | Nordspitze Amrums                | 1941           | Eines der südlichsten Brutgebiete der Eiderente, bemerkenswerte Tendenz zur Verdrängung der Silber- durch die Heringsmöwe. Rast- und Brutgebiet zahlreicher weiterer Arten.                   | NSG seit 1936. Schutzaufgaben im Bereich von Beobachtung, Dokumentation und Besucherführungen. |
| Hauke-Haien-Koog        | Kreis Nordfriesland, Schlüttsiel | 1967           | 1959 eingedeichter Koog. Durch unterschiedliche Vegetation großer Artenreichtum, besondere Bedeutung für Entenvögel.                                                                          | Vorrangig Öffentlichkeitsarbeit. |
| Habel                   | Östlich von Gröde                | 1983           | Kleinste Hallig. Bedeutend als Rast- und Brutgebiet besonders für die Ringelgans | Ganzjährige Besetzung mit einem Vogelwart. Schutzaufgaben besonders bei Beobachtung, Dokumentation und Schutz gegen Ruhestörungen.                                                                                                  |
| Norderoog               | Südwestlich von Hooge            | 1909           | Seit 1909 Eigentum des Vereins und ältestes Schutzgebiet. Bedeutende Population der Brandseeschwalbe.                                                                                         | Schutz gegen Störungen durch Betreten des Gebiets, im Sommer Workcamps zur Reparatur der Küstenschutzeinrichtungen. |
| Norderoogsand           | Westlich der Halligen            | 1968           | Zweitgrößter Außensand. Dünenbildung im Norden und Ansiedlung erster Brutpaare. | Naturschutzgebiet seit 1968. Maßnahmen gegen Störungen |
| Südfall                 | Südöstlich von Pellworm          | 1957           | Hallig im Wattenmeer | Vorrangig Besucherführungen |
| Helgoländer Felssockel  | Helgoland                        | 1983           | Mit 5.184 ha das größte Naturschutzgebiet Schleswig-Holsteins | Besucherführungen |
| Lummenfelsen            | Helgoland                        | 1980           | Felsklippe an der südlichen Seite der Westspitze Helgolands. Brutplatz für Vögel wie Lummen, Dreizehenmöwe, Eissturmvogel, Basstölpel, Tordalk und Silbermöwe                                 | Besucherführungen |
| Neuwerk                 | Hamburgisches Wattenmeer         | 1982           | seit einigen Jahren brütet die Brandseeschwalbe auf Neuwerk | Besucherführungen |
| Scharhörn               | Hamburgisches Wattenmeer         | 1939           | Insel vor Neuwerk | Besucherführungen |
| Nigehörn                | Hamburgisches Wattenmeer         | 1989           | 1989 angelegte, künstliche Insel. Mittlerweile große Population von Fluss- und Küstenseeschwalben.                                                                                            | Durchsetzung des Betretungsverbots. Betreuung von Scharhörn aus. |
| Schleimündung           | Ostseeküste Schleswig-Holstein   | 1922           | Das Schutzgebiet setzt sich aus den beidseitig der Schleimündung gelegenen Gebieten der Lotseninsel und dem Sandhaken Olpenitz (Teil des ehem. Marinestützpunkts Olpenitz) zusammen           | Monitoring |
| Möwenberg               | Schleswig                        | 1991           | Das Betreten der Insel ist verboten | Monitoring |
| Greifswalder Oie        | Ostsee                           | 1993           | In der ganzjährig betreuten Inselstation gibt es keine Anbindung an das Energie- und Wassernetz.                                                                                              | Beringung tausender Zugvögel während des Frühjahrs- und Herbstzuges |
| Görmitz                 | Usedom                           | 2002           | Halbinseln, ehemaliges Ferienobjekt für Mitarbeiter des Kernkraftwerkes Lubmin | Monitoring |
| Schwarztonnensand       | Unterelbe                        | 1973           | Bedeutend als Rastgebiet, 34 Brutvogelarten (2006). Seit den 70er Jahren Entwicklung von einer Schlickbank zur Insel, entsprechende Veränderungen in Fauna und Flora.                         | Naturschutzgebiet seit 1985. |
| Asselersand             | Kehdingen                        | 1994           | Besonderheiten | Monitoring |
| Haus der Natur mit Park | Ahrensburg                       | 1981           | Geschäftsstelle des Vereins, Park anerkannter Naturerlebnisraum mit Naturerlebnispfad. | Angebote der Öffentlichkeitsarbeit und Umweltbildung. |
| Ahrensburger Tunneltal  | Ahrensburg                       | 1984           | 560 ha großes Naturschutzgebiet seit 1978, bzw. 1982, FFH-Gebiet. Besondere Bedeutung der geomorphologischen Formen eines eiszeitlichen Tunneltales.                                          | Landschaftspflege, Renaturierung, Gestaltung der Wegführung. |
| Höltigbaum              | Hamburg                          | 1996           | Ehemaliger Truppenübungsplatz. Rückzugsgebiet insbesondere für Feldlerchen, Steinschmätzer, Wachtelkönig und Neuntöter. Vorkommen zahlreicher Heuschreckenarten sowie vieler Nachtfalterarten | Unterschutzstellung 1997, Schutzgemeinschaft aus Verein Jordsand, NABU, Schutzgemeinschaft Deutscher Wald und Stiftung Naturschutz Schleswig-Holstein. Umsetzung der Schutzverordnung, Landschaftspflege und Öffentlichkeitsarbeit. |
| Hoisdorfer Teiche       | Hoisdorf                         | 1988           | 6 künstlich angelegte Fischteiche, von besonderer Bedeutung ist das Gebiet als Rastplatz und für vorkommende Seevögel aus der Ordnung der Lappentaucher                                       | Keine klassische Betreuung aufgrund fischwirtschaftlicher Nutzung. |
| Insel Ruden             | Greifswalder Bodden              | 2015           | Insel in der Mündung des Peenestroms vor der zu Mecklenburg-Vorpommern gehörenden Ostseeküste. Liegt in direkter Nachbarschaft zur Greifswalder Oie.                                          | naturschutzfachliche Betreuung |

## Nebenorganisationen
Seit 1980 besteht die Jugendgruppe Naturschutzjugend Jordsand (NJJ), seit 1986 das Institut für Naturschutz- und Umweltschutzforschung des Vereins Jordsand (INUF).

## Sonstiges
- Ab 1975 konnten Kriegsdienstverweigerer ihren Zivildienst beim Verein Jordsand leisten. Bereits 1989 bot der Verein als einer der ersten die Möglichkeit, ein freiwilliges ökologisches Jahr (FÖJ) im Naturschutz zu leisten, und seit 1997 gibt es auch die Möglichkeit, ein Europäisches Freiwilligenjahr im Zuge des Europäischen Freiwilligendienstes (European Voluntary Service) beim Verein Jordsand abzuleisten. Seit der Abschaffung der Wehrpflicht in Deutschland setzt der Verein auf Teilnehmer am Bundesfreiwilligendienst sowie verstärkt auf ehrenamtliche Helfer.

- Gelegentlich nutzt der Verein die leicht abweichende Bezeichnung Verein Jordsand zum Schutze der Seevögel und der Natur e. V.

## Auszeichnungen
- 2007: Kai-Uwe-von-Hassel-Förderpreis